# Адміністративний поділ Бангладеш
Бангладеш поділяється на 6 адміністративних регіонів (бенг. bibhag, англ. divisions), кожна названа відповідно до назви своєї столиці, ті, у свою чергу, на 64 округи (জেলাসমূহ, districts), а ті на упазіли. До 1982 року одиницями третього рівню були також тхани, в країні було 482 упазіл і 599 тхан, але з 1982 року тхани також отримали статус упазіл.

## Регіони
| Мапа | Назва (укр.) | Назва (бенг.)                                | Столиця    | Площа       | Населення    |
| ---- | ------------ | -------------------------------------------- | ---------- | ----------- | ------------ |
|      | Барісал      | বরিশাল বিভাগ Bariśāl bibhāg IAST                 | Барісал    | 11 851 км²  | 9 245 тис.   |
|      | Читтагонг    | চট্টগ্রাম বিভাগ Caṭṭagrām bibhāg IAST             | Читтагонг  | 31 828 км²  | 28 543 тис.  |
|      | Дака         | ঢাকা বিভাগ Ḍhākā bibhāg IAST                     | Дака       | 20 593 км²  | 36 054 тис.  |
|      | Кхулна       | খুলনা বিভাগ Khulnā bibhāg IAST                   | Кхулна     | 21 708 км²  | 17 120 тис.  |
|      | Міменсінгх   | ময়মনসিংহ বিভাগ                                   | Міменсінгх | 10 584 км²  | 11 370 тис.  |
|      | Раджшахі     | রাজশাহী বিভাগ Rājśāhī bibhāg IAST                 | Раджшахі   | 34 429 км²  | 33 701 тис.  |
|      | Сілхет       | সিলেট বিভাগ Sileṭ bibhāg IAST                    | Сілхет     | 12 318 км²  | 9 429 тис.   |
|      | Бангладеш    | গণপ্রজাতন্ত্রী বাংলাদেশ Ganaprajātantrī Bāṃlādeś IAST | Дака       | 142 615 км² | 155 796 тис. |

## Історія поділу

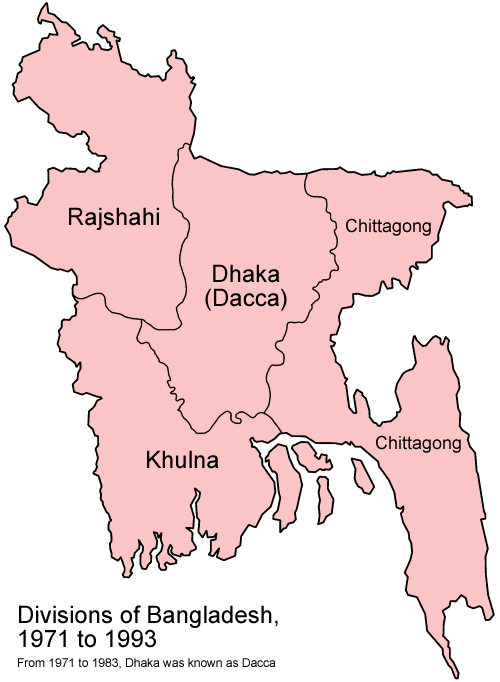
Регіони Бангладеш в 1971—1993 роках

Після досягнення Бангладеш незалежності в 1971 році країна була поділена на 4 регіони:
- Читтагонг(англ. Chittagong, бенг. চট্টগ্রাম)
- Дакка (англ. Dacca, бенг. ঢাকা)
- Кхулна (англ. Khulna, бенг. খুলনা)
- Раджшахі (англ. Rajshahi, бенг. রাজশাহী)

В 1983 році англійську назву регіону Дакка — Dacca — було змінено на Dhaka, разом із назвою стилиці, ближче до бенгальської вимови.
В 1993 році регіон Барісал було відділено від регіону Кхулна, а в 1998 році — регіон Сілхет відділено від регіону Читтагонг, що привело до сучасного поділу країни.